# Matt Grimes
Matthew Jacob Grimes (Exeter, Inglaterra, 15 de julio de 1995) es un futbolista británico que juega como centrocampista en el Coventry City F. C. de la Football League Championship de Inglaterra.

## Trayectoria

### Exeter City
Surgido de las inferiores del Exeter City, Hizo su debut en la Football League Two el 17 de agosto de 2013 en una victoria 2-0 frente al AFC Wimbledon en el estadio James Park. El 18 de abril de 2014, en el Proact Stadium del Chesterfield, marcó su primer gol como profesional para Exeter, mediante un tiro libre desviado en el minuto 18 para abrir un partido que terminaría 1-1 contra los locales. Fue honrado como el mejor jugador del equipo en su primera temporada.
A pesar de dejar el equipo a mitad de temporada, cuando firmó para Swansea, Grimes fue elegido en el equipo del año de la Football League Two por la temporada 2014-15.

### Swansea City
El 2 de enero de 2015, Grimes firmó para el Swansea City de la Premier League en donde el Exeter City, recibió una cuota récord no revelada por club, se cree que fueron 1,75 millones £. Su debut con el equipo se realizó el 4 de abril de 2015, entrando desde el banquillo en el minuto 90 por Jonjo Shelvey en una 3-1 victoria sobre el Hull City en el Liberty Stadium. Anotó su primer gol con el equipo contra el York City en la victoria por 3-0 por la Copa de la Liga el 25 de agosto de 2015.

#### Blackburn
El 13 de febrero de 2016 se une al Blackburn Rovers a préstamo hasta el final de la temporada 2015-16, en donde llegó a disputar 12 partidos.

#### Leeds United
El 6 de julio de 2016 se une al Leeds United a préstamo por una temporada, pedido por su exentrenador del Swansea City, Garry Monk, y por su ayudante, Pep Clotet. El 7 de agosto hizo su debut contra Queens Park Rangers en la derrota por 3-0.

## Selección nacional
El 28 de agosto de 2014 recibió su primera convocatoria con la selección de fútbol sub-20 de Inglaterra para un partido amistoso contra su par de Rumania.

## Clubes
| Club                              | País       | Año       |
| --------------------------------- | ---------- | --------- |
| Exeter City F. C.                 | Inglaterra | 2013-2014 |
| Swansea City A. F. C.             | Gales      | 2015-2025 |
| Blackburn Rovers F. C. (préstamo) | Inglaterra | 2016      |
| Leeds United F. C. (préstamo)     | Inglaterra | 2016-2017 |
| Northampton Town F. C. (préstamo) | Inglaterra | 2017-2018 |
| Coventry City F. C.               | Inglaterra | 2025-     |

## Palmarés

### Distinciones individuales
| Distinción                                          | Año     |
| --------------------------------------------------- | ------- |
| Mejor jugador de la temporada del Exeter City F. C. | 2013-14 |
| Equipo del año de la Football League Two            | 2014-15 |